# Unión Explosivos Río Tinto
Unión Explosivos Río Tinto (ERT) war ein spanischer Unternehmenskonglomerat, das zwischen 1970 und 1989 in vielen Industriebranchen tätig war. Es war die größte spanische Unternehmensgruppe nach Größe und Vermögen und verfügte über mehr als vierzig Tochtergesellschaften.

## Geschichte
Die ERT-Gruppe, die 1970 gegründet wurde, war in zahlreichen Wirtschaftssektoren vertreten: Bergbau, Metallurgie, chemische Industrie, petrochemische Industrie, Sprengstoffe usw. Zu Beginn beschäftigte sie 14.000 Mitarbeiter und verfügte über ein Netzwerk von Anlagen, Fabriken und Produktionszentren, das sich über ganz Spanien erstreckte. Der Name stammt von den historischen Minen von Rio Tinto in der Provinz Huelva. In den 1970er Jahren diversifizierte die Gruppe Explosivos Río Tinto ihr Geschäft und erweiterte ihre Präsenz in den Bereichen Immobilien, Pharma und Verlagswesen. Dies geschah durch Kredite und hohe Verschuldung. Im Jahr 1989, nach vielen Jahren der Krise aufgrund finanzieller Probleme, wurde ERT in Ercros integriert.